# 11. август
11. август (11.08.) је 223. дан у години по грегоријанском календару (224. у преступној години). До краја године има још 142 дана.

## Догађаји
- 480. п. н. е. — Персијанци су победили удружену грчку флоту у тродневној поморској бици код рта Артемизиј.
- 355 — Римски војсковођа Клаудије Силван прогласио се за цара у Келну.
- 490 — Теодорих и његов савезник Аларих II су поразили Одоакрову војску у бици код Аде.
- 1492 — Прва папска конклава сазвана у Сикстинској капели је изабрала Родерика Борџију за папу Александара VI.
- 1804 — Франц I проглашен за првог цара Аустријског царства.
- 1870 — Основана Палилулска полу-гимназија, касније Друга београдска гимназија
- 1898 — Америчке трупе улазе у град Мајагез у Порторику за време Шпанско-америчког рата.
- 1914 — Француска у Првом светском рату објавила рат Аустроугарској.
- 1918 — Први светски рат - Амијенска битка се завршава.
- 1919 — Усвојен је Устав Вајмарске Републике.
- 1934 — Отворен федерални затвор на острву Алкатраз у Калифорнији.
- 1943 — Други светски рат - Прва конференција у Квебеку почиње. На њој присуствују Винстон Черчил, Френклин Д. Рузвелт, Це Вен Сунг и Вилијам Лион Макензи Кинг.
- 1951 — Рене Плевен постаје Премијер Француске
- 1952 — Краљ Хусеин је проглашен за краља Јордана.
- 1960 — Чад проглашава независност.
- 1966 — Џон Ленон одржава конференцију за штампу у Чикагу и извињава се за „Исус Аферу“.
- 1972 — Последња америчка војна копнена јединица напушта Јужни Вијетнам.
- 1973 — Почетак хип хоп културе, музике и покерета који је створен на журци Back to School Jam, а диск џокеј је био Кул Херк.
- 1979 — Два Тупољева Ту-134 компаније Аерофлот су се сударили изнад града Дњепродзержинска, усмртивши свих 178 особа у оба авиона.
- 1984 — Амерички председник Роналд Реган, за време тестирања звука за интервју у једној радио-станици је рекао „Драги грађани, данас сам потписао закон који уништава право Русије да постоји. Почињемо са бомбардовањем за пет минута.“
- 1999 — Тотално помрачење Сунца у Европи и Азији.
- 2003 — НАТО преузима команду над мировним снагама у Авганистану. То је прва интервенција изван Европе у 54 године дугој историји НАТО-а.

## Рођења
- 1814 — Иван Мажуранић, хрватски песник, лингвиста и политичар. (прем. 1890)[1]
- 1897 — Инид Блајтон, енглеска књижевница, позната по делима намењеним деци. (прем. 1968)[2]
- 1902 — Алфредо Бинда, италијански бициклиста. (прем. 1986)
- 1911 — Гојко Николиш, српски лекар, историчар, дипломата и академик, учесник Шпанског грађанског рата и Народноослободилачке борбе, генерал-пуковник ЈНА и народни херој Југославије. (прем. 1995)
- 1931 — Гојко Суботић, српски историчар уметности.[3]
- 1934 — Данило Бата Стојковић, српски глумац. (прем. 2002)
- 1935 — Владимир Величковић, српски сликар. (прем. 2019)
- 1943 — Первез Мушараф, пакистански генерал и политичар, председник Пакистана (2001—2008). (прем. 2023)
- 1944 — Ијан Макдермид, шкотски глумац и редитељ.
- 1946 — Милан Гутовић, српски глумац. (прем. 2021)
- 1950 — Стив Вознијак, амерички рачунарски инжењер, програмер и предузетник, суоснивач компаније Епл.[4]
- 1953 — Халк Хоган, амерички глумац, рвач и рок басиста. (прем. 2025)
- 1960 — Томислав Ивковић, хрватски фудбалер и фудбалски тренер.
- 1965 — Вајола Дејвис, америчка глумица и продуценткиња.
- 1967 — Масимилијано Алегри, италијански фудбалер и фудбалски тренер.
- 1968 — Ана Ган, америчка глумица.
- 1970 — Ђанлука Песото, италијански фудбалер.
- 1978 — Бранислав Јевтић, српски глумац и сценограф.
- 1983 — Крис Хемсворт, аустралијски глумац.
- 1988 — Патрик Милс, аустралијски кошаркаш.
- 1991 — Милица Павловић, српска певачица.
- 1995 — Лука Вилдоза, аргентински кошаркаш.
- 1997 — Елена Китић, српска певачица.
- 2006 — Саво Дрезгић, српски кошаркаш.

## Смрти
- 480. п. н. е. — Леонида I, краљ Спарте.
- 353 — Магненције, римски узурпатор.
- 1253 — Клара из Асизија, италијанска присталица Фрање Асишког. (рођ. 1194)
- 1456 — Јанош Хуњади, војвода Трансилваније. (рођ. 1387)
- 1464 — Николас од Кусе, немачки филозоф и математичар. (рођ. 1401)
- 1563 — Бартоломе де Ескобедо, шпански композитор.
- 1578 — Педро Нуњес, португалски математичар. (рођ. 1502)
- 1614 — Лавинија Фонтана, италијанска сликарка. (рођ. 1552)
- 1774 — Тифејн де ла Роше, француски писац. (рођ. 1722)
- 1813 — Хенри Џејмс Пај, енглески поетичар (рођ. 1745)
- 1844 — Јернеј Копитар је био словеначки лингвиста и слависта.[5]
- 1882 — Ђена Брановачки, српски народни добротвор. (рођ. 1841)
- 1891 — Александар Бугарски, је био архитекта.
- 1919 — Ендру Карнеги, индустријалаца и филантроп из Шкотске (рођ. 1835)[6]
- 1939 — Џин Бугати, италијански дизајнер аутомобила (рођ. 1909)
- 1956 — Џексон Полок, амерички уметник (рођ. 1912)
- 1973 — Карл Зиглер, немачки хемичар, добитник Нобелове награде (рођ. 1898)
- 1987 — Сергије Димитријевић био је правник, економиста, историчар и нумизматичар.
- 1987 — Живко Чинго, македонски приповедач, романописац и драматург. (рођ. 1935)[7]
- 1988 — Ен Ремзи, америчка глумица (рођ. 1929)
- 1996 — Рафаел Кубелик, чешки диригент и композитор (рођ. 1914)
- 1996 — Баба Ванга, бугарска пророчица (рођ. 1911)
- 2003 — Арманд Борел, швајцарски математичар (рођ. 1923)
- 2003 — Херб Брукс, амерички тренер хокеја на леду (рођ. 1937)
- 2008 — Властимир Гаврик, српски сценограф . (рођ. 1928)
- 2014 — Владимир Беара, југословенски фудбалски репрезентативац, голман, српске националности. (рођ. 1928)
- 2014 — Робин Вилијамс, амерички глумац . (рођ. 1951)

## Празници и дани сећања
- Српска православна црква слави:
  - Светог мученика Калиника
  - Свету мученицу Серафиму
  - Свету мученицу Теодотију
  - Светог мученика Јевстатија Мцхетског
- Тајван - Дан заљубљених
- Зимбабве - Дан хероја
- Куи Зи (2005), седми дан седмог месеца у кинеском календару